# Seinabo Sey
Seinabo Sey, född 7 oktober 1990 i Adolf Fredriks församling i Stockholm, är en svensk sångerska och låtskrivare. Hon slog igenom med låten "Younger" år 2013 och har sedan släppt två fullängdsalbum.

## Biografi

### Bakgrund och studier
Seinabo Sey är uppvuxen i Gambia, Halmstad och Stockholm. Hon är dotter till Maudo Sey och Madeleine Sundqvist. Fadern var musiker med en framgångsrik karriär i Gambia. Hon är även halvsyster till sångerskan Fatima Bramme-Sey och radioprataren Amie Bramme Sey.
I årskurs 5 började hon i en musikklass i Halmstad. När hon var 15 år flyttade Sey till Stockholm för att läsa soulinriktningen på estetiska programmet vid Fryshusets gymnasium.

### Musikkarriär
I tjugoårsåldern började hon arbeta och turnera med Maskinen och Oskar Linnros. Hon gästsjöng även på låtar med hiphopartister som Stor, Linda Pira och Looptroop Rockers.
Efter att Sey börjat arbeta med producenten Magnus Lidehäll släpptes debutsingeln "Younger" år 2013, som följdes av "Hard Time". Remixen av "Younger" av den norske discjockeyn Kygo hamnade på första plats på den norska VG-listan. Seys singlar, som beskrevs som soulpop, fick mycket uppmärksamhet, och under 2014 uppträdde hon på Grammisgalan 2014 och Allsång på Skansen.
I oktober 2014 släpptes EP:n For Madeleine tillägnad och namngiven efter Seys mor. EP:n är producerad av Magnus Lidehäll och skriven av bland andra Salem Al Fakir, Oskar Linnros och Vincent Pontare tillsammans med Sey själv. Samma månad uppträdde hon på Dramaten i Stockholm.
I mars 2015 släpptes EP:n For Maudo tillägnad och namngiven efter Seys far. 23 oktober 2015 släpptes Pretend på bolaget Universal, vilket var Seys första fullängdsalbum.
I september 2018 släpptes Seys andra album, I'm a Dream. På albumet har hon samarbetat med Magnus Lidehäll, Salem Al Fakir, Vincent Pontare, Oskar Linnros och Isak Alverus som skrivit och producerat.
År 2023 kom tredje albumet The One After Me som utsågs till Årets soul/RnB vid Grammisgalan 2024.
Under hösten 2024 kommer Sey att vara en av deltagarna i den femtonde säsongen av TV4s underhållningsprogram Så mycket bättre.

### Internationellt och i andra medier
Sey gjorde sin amerikanska TV-debut hos Conan O’Brien 2015. Under 2015 framträdde hon även bland annat på Nobelfesten, i Skavlan  och i Danmarks Radios DR:s store juleshow (kallad Nordisk julkonsert på SVT). Den 15 augusti 2015 var Sey sommarpratare i Sveriges Radio P1, och hon medverkade även i andra säsongen av Jills veranda 2015.

## Priser och utmärkelser
- 2014 – Årets genombrott på Musikförläggarnas pris.
- 2015 – Årets nykomling 2014 på Grammisgalan.[20]
- 2015 – Årets Soul/RnB 2014 på Kingsizegalan.
- 2015 – European Border Breakers Awards (EBBA)[21]
- 2016 – GAFFA-priset 2015 för Årets soloartist.
- 2016 – GAFFA-priset 2015 för Årets hiphop/soul.
- 2016 – P3 Guld för Årets artist 2015.
- 2016 – Årets pop 2015 på Grammisgalan 2016[22]
- 2016 – Award Awards för Årets liveframträdande (Grammisgalan) [23]
- 2018 – Ulla Billquist-stipendiet
- 2019 – Årets album 2018 på Grammisgalan
- 2019 – Årets textförfattare 2018 på Grammisgalan
- 2019 – GAFFA-priset 2018 för Årets liveakt
- 2024 – Grammis för Årets soul/RnB[14]

## Diskografi

### Studioalbum
- 2015 – Pretend
- 2018 – I'm a Dream
- 2023 – The One After Me

### EP-skivor
- 2015 – For Madeleine
- 2015 – For Maudo

### Singlar
- 2012 – "Sunshine"
- 2013 – "Younger"
- 2014 – "Hard Time"
- 2015 – "Poetic"
- 2015 – "Pretend"
- 2018 – "I Owe You Nothing"/"Remember"
- 2018 – "Breathe"
- 2018 – "Good In You"
- 2019 – "Shores" med Vargas & Lagola
- 2023 – "Suzuki"
- 2023 – "Yes" med Namasenda

### Remixer
- 2013 – "Younger (Kygo Remix)"
- 2014 – "Pistols at Dawn (The Remixes)"

## Konsertturnéer
- 2016 – Let's Pretend Tour